# Almarr Ormarsson
Almarr Ormarsson (25 febbraio 1988) è un calciatore islandese, centrocampista del Fram Reykjavík.

## Carriera

### Club
Ha sempre giocato nel campionato islandese.

### Nazionale
Partecipò, con l'Islanda under 21, al campionato europeo di categoria del 2011.

## Palmarès

### Club

#### Competizioni nazionali
- Coppa d'Islanda: 2

Fram Reykjavík: 2013
KR Reykjavík: 2014
- Supercoppa d'Islanda: 1

KR Reykjavík: 2014
- 1. deild karla: 1

KA Akureyri: 2016